# Дарлін Гард
Дарлін Гард (англ. Darlene Hard; 6 січня 1936 — 2 грудня 2021) — американська тенісистка 50-х —60-х років, чемпіонка численних турнірів Великого шолома як в одиночному, так і в парному розрядах.
У 1964-му Гард почала працювати тенісним інструктором, тобто втратила любительський статус, тож відновити виступи на турнірах Великого шолома змогла тільки з настанням відкритої ери. У 1973-му Гард ввели до Міжнародної зали тенісної слави.

## Фінали турнірів Великого шолома

### Одиночний розряд: 7 (3 титули)
| Результат | Рік  | Турнір             | Поверхня | Супротивниця      | Рахунок         |
| --------- | ---- | ------------------ | -------- | ----------------- | --------------- |
| Поразка   | 1957 | Wimbledon          | Трава    | Алтеа Гібсон      | 3–6, 2–6        |
| Поразка   | 1958 | Чемпіонат США      | Трава    | Алтеа Гібсон      | 6–3, 1–6, 2–6   |
| Поразка   | 1959 | Wimbledon          | Трава    | Марія Буено       | 4–6, 3–6        |
| Перемога  | 1960 | Чемпіонат Франції  | Ґрунт    | Йола Рамірес Очоа | 6–3, 6–4        |
| Перемога  | 1960 | U.S. Championships | Трава    | Марія Буено       | 6–4, 10–12, 6–4 |
| Перемога  | 1961 | U.S. Championships | Трава    | Енн Гейдон        | 6–3, 6–4        |
| Поразка   | 1962 | U.S. Championships | Трава    | Маргарет Сміт     | 7–9, 4–6        |

### Парний розряд: 18 (13 титулів)
| Результат | Рік  | Турнір               | Поверхня | Партнерка           | Супротивниці                      | Рахунок         |
| --------- | ---- | -------------------- | -------- | ------------------- | --------------------------------- | --------------- |
| Перемога  | 1955 | Чемпіонат Франції    | Ґрунт    | Беверлі Бейкер      | Шерлі Блумер Пет Ворд             | 7–5, 6–8, 13–11 |
| Поразка   | 1956 | French Championships | Ґрунт    | Дороті Гед          | Анджела Бакстон Алтеа Гібсон      | 8–6, 6–8, 1–6   |
| Перемога  | 1957 | French Championships | Ґрунт    | Шерлі Блумер        | Йола Рамірес Розі Рейєс           | 7–5, 4–6, 7–5   |
| Перемога  | 1957 | Вімблдон             | Трава    | Алтеа Гібсон        | Мері Бевіс Гоутон Телма Койн-Лонґ | 6–1, 6–2        |
| Поразка   | 1957 | Чемпіонат США        | Трава    | Алтеа Гібсон        | Луїз Броф Маргарет Осборн         | 2–6, 5–7        |
| Перемога  | 1958 | U.S. Championships   | Трава    | Джинн Арт           | Марія Буено Алтеа Гібсон          | 2–6, 6–3, 6–4   |
| Перемога  | 1959 | Wimbledon            | Трава    | Джинн Арт           | Беверлі Бейкер Крістін Труман     | 2–6, 6–2, 6–3   |
| Перемога  | 1959 | U.S. Championships   | Трава    | Джинн Арт           | Алтеа Гібсон Саллі Мор            | 6–2, 6–3        |
| Перемога  | 1960 | French Championships | Ґрунт    | Марія Буено         | Пет Ворд Енн Гейдон Джонс         | 6–2, 7–5        |
| Перемога  | 1960 | Wimbledon            | Трава    | Марія Буено         | Сандра Рейнольдз Рене Шурман      | 6–4, 6–0        |
| Перемога  | 1960 | U.S. Championships   | Трава    | Марія Буено         | Алтеа Гібсон Дейдре Кетт          | 6–1, 6–1        |
| Поразка   | 1961 | French Championships | Ґрунт    | Марія Буено         | Сандра Рейнольдз Рене Шурман      | default         |
| Перемога  | 1961 | U.S. Championships   | Трава    | Леслі Тернер        | Едда Буддінг Йола Рамірес         | 6–4, 5–7, 6–0   |
| Поразка   | 1962 | Чемпіонат Австалії   | Трава    | Мері Картер Рейтано | Робін Ебберн Маргарет Сміт        | 4–6, 4–6        |
| Перемога  | 1962 | U.S. Championships   | Трава    | Марія Буено         | Карен Ганце Біллі Джин Моффіт     | 4–6, 6–3, 6–2   |
| Перемога  | 1963 | Wimbledon            | Трава    | Марія Буено         | Робін Ебберн Маргарет Сміт        | 8–6, 9–7        |
| Поразка   | 1963 | U.S. Championships   | Трава    | Марія Буено         | Робін Ебберн Маргарет Сміт        | 6–4, 8–10, 3–6  |
| Перемога  | 1969 | US Open              | Трава    | Франсуаз Дюрр       | Маргарет Корт Вірджинія Вейд      | 0–6, 6–3, 6–4   |